# Förstängstagsegel

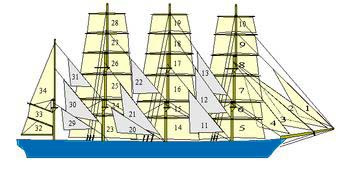
Förstängstagseglet är nummer 4 på bilden, som visar ett barkskepp.

Förstängstagsegel är på segelbåtar eller segelfartyg ett stagsegel placerat på staget för om fockmasten, mellan märsstången (som antyds i seglets namn) och fören eller bogsprötet.